# Gabriel Deac
Gabriel Deac (sinh ngày 26 tháng 4 năm 1995) là một cầu thủ bóng đá người România thi đấu ở vị trí tiền vệ cho Voluntari.

## Danh hiệu
FC Voluntari
- Liga II: 2014–15
- Cúp bóng đá România: 2016–17
- Siêu cúp bóng đá România: 2017